# Ludvig Lorenz
Ludvig Valentin Lorenz (Elsinor, 18 de enero de 1829-9 de junio de 1891) fue un matemático y físico danés. Desarrolló distintas fórmulas matemáticas para describir fenómenos tales como la relación entre la refracción de la luz y la densidad de una sustancia transparente pura, y la relación entre la conductividad térmica y eléctrica de un metal y la temperatura (Ley de la conductividad de Wiedemann-Franz).
Lorenz estudió en la Universidad Técnica de Dinamarca de Copenhague y en 1876 se convirtió en profesor de la Academia Militar de dicha ciudad. Desde 1887, sus investigaciones fueron financiadas por la Carlsberg Foundation.
Investigó la descripción matemática de la propagación de la luz a través de un único medio homogéneo y describió el paso de la luz por diferentes medios. La fórmula de la relación matemática entre el índex refractivo y la densidad de un medio fue publicada por Lorenz en 1869 y por Hendrik Lorentz (que la descubrió de forma independiente) en 1870, de ahí que se denomine ecuación de Lorentz-Lorenz. Utilizando su teoría electromagnética de la luz estableció lo que se conoce como la condición gauge de Lorenz, y consiguió derivar el valor correcto de la velocidad de la luz. También, desarrolló una teoría de la dispersión de la luz, aunque solo la publicó en danés en 1890. Fue más tarde redescubierta por Gustav Mie en 1908, por lo que en ocasiones es denominada como teoría de Lorenz-Mie.